# Récompenses des Wizards de Washington
Les Wizards de Washington sont une franchise de basket-ball américaine évoluant dans la National Basketball Association. Cet article regroupe l'ensemble des récompenses des Wizards de Washington durant les saisons NBA.

## Titres de l'équipe

### Champion NBA
Les Wizards ont gagné 1 titre de champion NBA : 1978.

### Champion de conférence
Ils ont remporté 4 titres de champion de la Conférence Est: 1971, 1975, 1978, 1979.

### Champion de division
Les Wizards ont été 8 fois champions de leur division : 1969, 1971, 1972, 1973, 1974, 1975, 1979, 2017.
Ces titres se répartissent en 1 titre de la division Est, 5 titres au sein de la division Centrale, 1 titre au sein de la division Centrale et 1 titre au sein de la division Sud-Est.

## Titres individuels

### MVP
- Wes Unseld – 1969

### MVP des Finales
- Wes Unseld – 1978

### Rookie de l'année
- Walt Bellamy – 1962
- Terry Dischinger – 1963
- Earl Monroe – 1968
- Wes Unseld – 1969

### Meilleure progression de l'année
- Pervis Ellison – 1992
- Don MacLean – 1994
- Gheorghe Mureșan – 1996

### Entraîneur de l'année
- Gene Shue (x2) – 1969, 1982

### Exécutif de l'année
- Bob Ferry (x2) – 1979, 1982

### J. Walter Kennedy Citizenship Award
- Wes Unseld – 1975
- Dave Bing – 1977

### NBA Community Assist Award
- John Wall – 2016
- Bradley Beal – 2019

## Hall of Fame

### Joueurs
17 hommes ayant joué aux Wizards principalement, ou de façon significative pendant leur carrière ont été introduits au Basketball Hall of Fame (également appelé Naismith Memorial Basketball Hall of Fame).
| Joueur          | Activité aux Wizards | Activité aux Wizards   | Hall of Fame        |
| Joueur          | Années               | Titres avec Washington | Année intronisation |
| --------------- | -------------------- | ---------------------- | ------------------- |
| Wes Unseld      | 1968–1981            | 1                      | 1988                |
| Earl Monroe     | 1967–1972            | 0                      | 1990                |
| Elvin Hayes     | 1972–1981            | 1                      | 1990                |
| Dave Bing       | 1975–1977            | 0                      | 1990                |
| Walt Bellamy    | 1961–1963            | 0                      | 1993                |
| Bailey Howell   | 1964–1966            | 0                      | 1997                |
| Moses Malone    | 1986–1988            | 0                      | 2001                |
| Michael Jordan  | 2001–2003            | 0                      | 2009                |
| Gus Johnson     | 1963–1972            | 0                      | 2010                |
| Ralph Sampson   | 1991                 | 0                      | 2012                |
| Bernard King    | 1987–1991            | 0                      | 2013                |
| Mitch Richmond  | 1998–2001            | 0                      | 2014                |
| Spencer Haywood | 1981–1983            | 0                      | 2015                |
| Bob Dandridge   | 1977–1981            | 1                      | 2021                |
| Paul Pierce     | 2014–2015            | 0                      | 2021                |
| Ben Wallace     | 1996–1999            | 0                      | 2021                |
| Chris Webber    | 1994–1998            | 0                      | 2021                |

### Entraineurs, managers et contributeurs
| Personnalité | Activité aux Wizards | Activité aux Wizards   | Activité aux Wizards | Hall of Fame        | Hall of Fame |
| Personnalité | Années               | Titres avec Washington | Fonction             | Année intronisation | Qualité      |
| ------------ | -------------------- | ---------------------- | -------------------- | ------------------- | ------------ |
| Bob Leonard  | 1962–1964            | 0                      | entraîneur           | 2014                | entraîneur   |
| Rod Thorn    | 1963–1964            | 0                      | joueur               | 2018                | contributeur |

## Maillots retirés
Les maillots retirés de la franchise des Wizards sont les suivants :
- 10 - Earl Monroe
- 11 - Elvin Hayes
- 25 - Gus Johnson
- 41 - Wes Unseld
- 45 - Phil Chenier

## Récompenses du All-Star Week-End

### Sélections au All-Star Game
Liste des joueurs sélectionnés pour le All-Star Game, en tant que joueur des Wizards de Washington :
- Walt Bellamy (x4) – 1962, 1963, 1964, 1965
- Terry Dischinger (x2) – 1963, 1964
- Gus Johnson (x5) – 1965, 1968, 1969, 1970, 1971
- Don Ohl (x3) – 1965, 1966, 1967
- Bailey Howell – 1966
- Earl Monroe (x2) – 1969, 1971
- Wes Unseld (x5) – 1969, 1971, 1972, 1973, 1975
- Archie Clark – 1972
- Jack Marin – 1972
- Elvin Hayes (x8) – 1973, 1974, 1975, 1976, 1977, 1978, 1979, 1980
- Phil Chenier (x3) – 1974, 1975, 1977
- Dave Bing – 1976
- Bob Dandridge – 1979
- Jeff Ruland (x2) – 1984, 1985
- Jeff Malone (x2) – 1986, 1987
- Moses Malone (x2) – 1987, 1988
- Bernard King – 1991
- Michael Adams – 1992
- Juwan Howard – 1996
- Chris Webber – 1997
- Michael Jordan (x2) – 2002, 2003
- Gilbert Arenas (x3) – 2005, 2006, 2007
- Antawn Jamison (x2) – 2005, 2008
- Caron Butler (x2) – 2007, 2008
- John Wall (x5) – 2014, 2015, 2016, 2017, 2018
- Bradley Beal (x3) – 2018, 2019, 2021

### MVP du All-Star Game
- Dave Bing – 1976

### Entraîneur au All-Star Game
- Gene Shue – 1969
- K. C. Jones – 1975
- Dick Motta – 1979
- Eddie Jordan – 2007

### Vainqueur du concours de dunks
- John Wall – 2014

### Vainqueur du concours à 3 points
- Tim Legler – 1996

## Distinctions en fin d'année

### All-NBA Team

#### All-NBA First Team
- Earl Monroe – 1969
- Wes Unseld – 1969
- Elvin Hayes (x3) – 1975, 1977, 1979

#### All-NBA Second Team
- Gus Johnson (x4) – 1965, 1966, 1970, 1971
- Archie Clark – 1972
- Elvin Hayes (x3) – 1973, 1974, 1976
- Phil Chenier – 1975
- Bob Dandridge – 1979
- Moses Malone – 1987
- Rod Strickland – 1998
- Gilbert Arenas – 2007
- Bradley Beal – 2021

#### All-NBA Third Team
- Bernard King – 1991
- Juwan Howard – 1996
- Gilbert Arenas (x2) – 2005, 2006
- John Wall – 2017

### NBA All-Rookie Team

#### NBA All-Rookie First Team
- Terry Dischinger – 1963
- Rod Thorn – 1964
- Gus Johnson – 1964
- Wali Jones – 1965
- Jack Marin – 1967
- Earl Monroe – 1968
- Wes Unseld – 1969
- Mike Davis – 1970
- Phil Chenier – 1972
- Nick Weatherspoon – 1974
- Mitch Kupchak – 1977
- Jeff Ruland- 1982
- Jeff Malone – 1984
- Tom Gugliotta – 1993
- John Wall – 2011
- Bradley Beal – 2013
- Alexandre Sarr – 2013

#### NBA All-Rookie Second Team
- Larry Stewart – 1992
- Juwan Howard – 1995
- Rasheed Wallace – 1996
- Courtney Alexander – 2001
- Jarvis Hayes – 2004
- Rui Hachimura – 2020
- Bub Carrington – 2025

### NBA All-Defensive Team

#### NBA All-Defensive First Team
- Gus Johnson (x2) – 1970, 1971
- Bob Dandridge – 1979
- Larry Hughes – 2005

#### NBA All-Defensive Second Team
- Mike Riordan – 1973
- Elvin Hayes – 1975
- Manute Bol – 1986
- John Wall – 2015